# Vilová kolonie na Barrandově
Vilová kolonie na Barrandově v Hlubočepích na jihozápadním okraji Prahy vznikla z iniciativy bratrů Havlových na skalnatém návrší nad Vltavou mezi nově postavenou restaurací Barrandovské terasy a filmovými ateliéry. První domy byly postaveny roku 1929 v ulici Pod Habrovou, další v ulicích Barrandovská, Filmařská, Lumiérů (původně Na Habrové), Pod Ateliéry a Skalní. Vyhláškou č. 10/1993 sbírky 8/1993, vydanou Hlavním městem Prahou dne 28. 9. 1993 s účinností od 1. 11. 1993, je toto území součástí Městské památkové zóny Barrandov.

## Historie

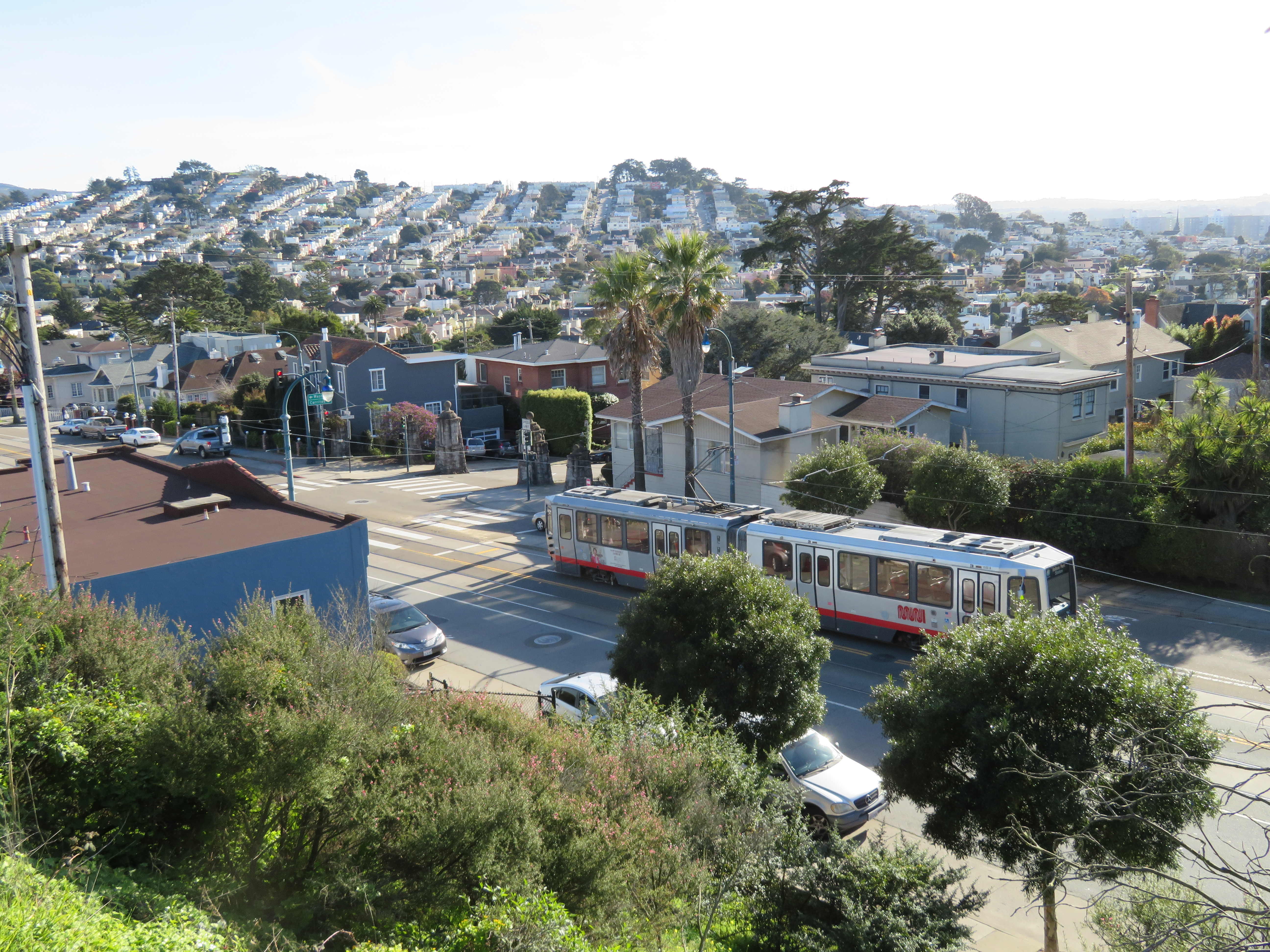
čtvrť Ingleside od Aptos Park

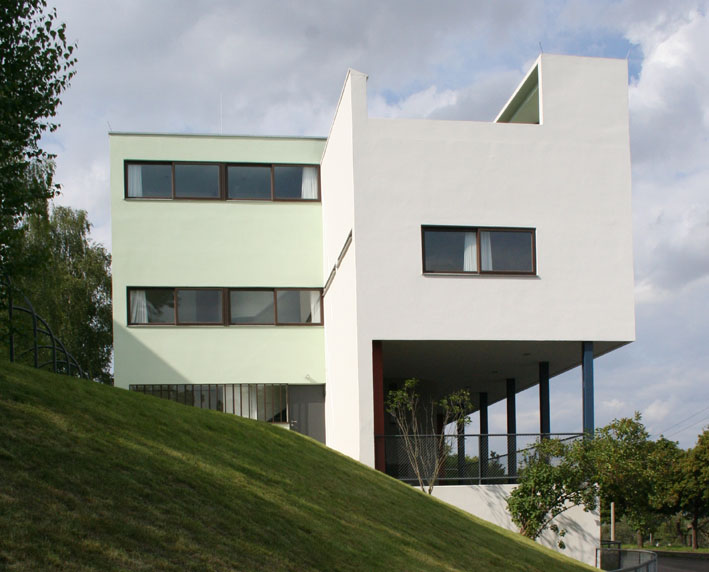
Le Corbusier, Weissenhof

Inspirací pro stavitele ing. Václava M. Havla pro vybudování zahradního města v Praze byla návštěva San Francisca a jeho moderních vilových čtvrtí v lednu 1924 při půlroční cestě po Spojených státech amerických, na kterou se vydal v listopadu 1923. Nejvíce jej zaujala vilová čtvrť Ingleside. San Francisco bylo roku 1906 po velkém zemětřesení a následném požáru poničeno a v jeho okolí posléze vznikala nová zahradní města, budovaná převážně ze dřeva – lehké přízemní nebo jednopatrové vily s lehkou dřevěnou konstrukcí, garáží a zahradou. Americké soukromé stavební společnosti stavěly tyto domy systémem „real estate“ – na pozemcích se zavedenými inženýrskými sítěmi (elektřina, kanalizace, plyn, telefon a vodovod) postavily dům, který kompletně vybavily zařízením, a upravily zahradu.
První regulační plán
Ing. Havel byl roku 1925 přizván ke konsorciu pro výstavbu nové pražské zahradní čtvrti, které založil Čechoameričan ing. Regenerml. Pro výstavbu zahradní čtvrti zvolili pozemky na skalnatém zalesněném hřebenu nad Dalejským potokem zvaném Na Habrové. Ing. Regenerml navrhl pro toto území podobné dřevěné vilky na klíč. Architekt a urbanista F. A. Libra přizpůsobil regulační plán pro potřeby konsorcia a toto území propojil se silnicí vedenou z Prahy do Hlubočep. Pražská obec ale plán zamítla s tím, že inženýrské sítě jsou příliš daleko a náklady na jejich výstavbu příliš vysoké.
Druhý regulační plán
Ing. Havel však přesto roku 1926 začal s přípravnými pracemi, měl v plánu inženýrské sítě vybudovat na vlastní náklady. U firmy „Prastav, spojené pražské továrny na staviva, a.s.“ si zajistil předkupní právo na pozemky na Habrové; jejich majitelem se stal 4. února 1927. K projektu přizval vedoucího úředníka Státní regulační komise pro Prahu a okolí architekta Maxe Urbana, který vyhotovil nový regulační plán. Protože zastavěnost původních pozemků byla pouze 30 procent a náklady na infrastrukturu by tak byly vysoké, jednal s rodinou Hergetů o odkoupení dalších přilehlých pozemků. Podmínkou rodiny Hergetů bylo odkoupení také jejich zbývajícího majetku včetně zámečku Slovanka. S tím ing. Havlovi pomohl Rotary Club – klub vytvořil nové konsorcium, které zbylý majetek odkoupilo 28. dubna 1927.
Roku 1927 vznikla „Obchodní a administrační kancelář výstavby zahradní čtvrti Barrandov v Praze XVI“. Max Urban se stal stálým spolupracovníkem kanceláře a architektonickým poradcem. Každý z budoucích majitelů měl být smluvně zavázán k předložení plánů k připomínkování, aby byla dodržena koncepce čtvrti a odpovídající úroveň staveb. Kancelář po kolaudaci domů opatřovala katastrální a popisná čísla. Bylo při ní také zřízeno zahradnické oddělení, které nabízelo návrhy zahrad, obstarávalo semena a sazenice stromů a keřů, úpravy terénu a zahradní údržbu. Údržbu veřejné zeleně a některých zahrad měla provádět chrudimská firma Josefa Vaňka. Terasy a opěrné zídky měly vznikat z místního bílého kamene.
Urbanův regulační plán byl schválen Státní regulační komisí 20. října 1927. Plán zahrnoval kromě rodinných vil také cenově dostupné bytové domy a občanskou vybavenost – školu, poštu, hotel, obchody a restaurace. V regulačním plánu byla zachována přírodní zeleň lesíků a hájků. Celková výměra pozemků byla 54,8 hektaru, z toho jedna třetina byla přirozeně zalesněna. Zalesnění zabíralo společně s komunikacemi, hřištěm a háji 26,4 hektaru. Zbytek plochy byl určen k rozparcelování a zastavění – z jedné poloviny rodinnými vilami a bytovými domy, z druhé nebytovými budovami. Hlavní osou návrhu byla třída Na Habrové (Lumiérů) ukončená kruhovým náměstím (Kříženeckého náměstí). Na náměstí navazovala příčná ulice (Filmařská) a z úbočí skály ze strany Vltavského údolí sem vedla serpentinami hlavní nástupní silnice (Barrandovská).
Výstava moderní architektury „Die Wohnung“
Od 23. července 1927 do 17. února 1928 se ve Stuttgartu konala výstava moderní architektury „Die Wohnung“. Na vrchu Weissenhof vznikla ukázková kolonie moderních funkcionalistických domů vybavených nábytkem a dobovým technickým zařízením bytů, s modely a plány staveb, které byly realizovány v Americe a v Evropě. Nové konstrukční metody a hotové domy ukázaly moderní trendy v bydlení. V moderním stylu zde navrhovali domy významní evropští architekt (Le Corbusier a jiní), celý projekt řídil autor brněnské vily Tugendhat Ludwig Mies van der Rohe. Železobetonový skelet umožňoval volné uspořádání dispozice (takzvaný volný půdorys), prostor mohl být členěn nenosnými příčkami, domy měly velké prosklené plochy a pásová okna, terasy na úrovni terénu i v ustupujících podlažích byly kryté nebo nekryté. Vily byly charakteristické svou hladkou bílou fasádou.
Ing. Havel výstavu navštívil spolu s architektem Jaroslavem Fragnerem a rozhodl se vystavět na Barrandově kolonii domů ve funkcionalistickém stylu. Jaroslav Fragner ve spolupráci s architektem Jaromírem Krejcarem pak v letech 1928-1932 navrhl plány funkcionalistické osady v ulici Pod Habrovou.
První etapa

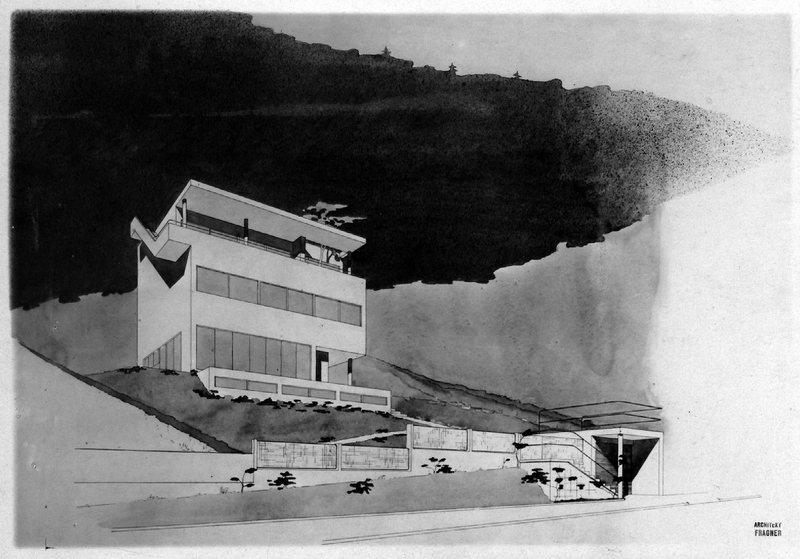
Jaroslav Fragner, návrh domu

První etapa výstavby byla zahájena 27. června 1929 zároveň s otevřením nové silnice, po které byla podniknuta první veřejná jízda na vrchol Habrové. Nad Barrandovou skalou při nové silnici bylo nabízeno 21 parcel a na hlubočepské straně 17 parcel. V době zahájení oficiálního prodeje byla ale většina pozemků prodaná příbuzným a přátelům Havlovy rodiny. Do začátku 2. světové války majitelé postavili 11 moderních rodinných vil. Ukázková kolonie funkcionalistických vil navržená arch. Fragnerem však v ulici Pod Habrovou nevznikla pro různá přání stavebníků, stanovená koncepce ale dodržena byla – většina nově postavených vil měla rovnou střechu.

### Pravidla výstavby
Ing. Havel s arch. Urbanem stanovili pro další výstavbu závazné stavební podmínky obsahující celkem 14 bodů.
Každému pozemku byla podle výměrové tabulky přidělena přípustná zastavitelná plocha. Všechny parcely měly nabízet vyhlídku a vily musely být situovány tak, aby si vzájemně vyhlídky nepřekrývaly. Proluky mezi sousedícími domy musely měřit nejméně tolik, co výška vyššího přiléhajícího objektu. Stavby měly stát nejméně šest metrů od hranice parcely a jejich předzahrádky u silnic měly mít šířku nejméně 5 metrů. Rodinné domy měly být izolované, obklopené zahradou a nesměly mít jakákoli dvorní křídla a zahradní či dvorní stavby. Jednotlivé domy směly být pouze jednopatrové bez podkroví, suterén směl být vybudován pouze pokud vyplynul z přirozeného terénu. Sklepní prostory směly být užívány výhradně jako sklepy, nikoli jako dílny nebo byty. Garáž musela být součástí půdorysu domu a její výměra byla počítána do stanovené maximální plochy. Pokud nebylo možné zřídit vjezd do garáže kvůli okolnímu terénu, byla povolena výjimka pro stavbu garáže mimo dům a její zastavěná plocha v tom případě nesměla přesáhnout 40 m². Ploty do ulice měly mít nízké podezdívky z trvanlivého materiálu a ze stejného materiálu pak měly být postaveny i jeho sloupky. Mezi sloupky se měl nacházet natřený dřevěný nebo železný průhledný plot. Ploty k sousedům měly být také průhledné buď z drátěného pletiva nebo z tyček, plné zdi nebo prkenné hradby byly nepřípustné. Střechy musely být ploché, v případě skloněných musely být pokryty výhradně krytinou z červeného páleného hliněného materiálu.
Druhá etapa
Druhá etapa výstavby zahrnovala zástavbu pozemků v západní a severní části ulice Barrandovská a úpravu části pozemků v okolí budoucí hlavní třídy Na Habrové (Lumiérů), kterou navrhl arch. Urban jako širokou vyhlídkovou alej městského typu. Zde řadové rodinné vily doplňovaly domy činžovní a architektonická dominanta filmových ateliérů na západním konci. Nerealizovaná zůstala budova svobodárny pro mladé typu YMCA.
Třetí etapa
Třetí etapa výstavby pokračovala obytnou zástavbou smíšeného typu na východním konci ulice Na Habrové včetně malého kruhového náměstí. Jako protiváha Domu mládeže na severním konci třídy byla plánována výstavba hotelu a centra služeb; toto včetně východního náměstí nebylo realizováno. V této etapě byly také zastavěny pozemky v části směrem do údolí Vltavy a k Malé Chuchli, určené pro rozlehlé vily ve velkých zahradách.

### Lindbeton
Poté, co se ing. Havel rozhodl stavět domy ne ze dřeva, ale v moderním funkcionalistickém stylu, hledal vhodný stavební materiál. Stylová a materiálová jednota zůstala pak jedním ze zásadních požadavků. Běžné stavivo, jakým jsou pálené cihly, mu nevyhovovalo, protože mokré technologické procesy vyžadovaly pauzy na vysychání a to výstavbu prodlužovalo. Získal kontakt na vedoucího technika švédské firmy ze Stockholmu ing. Erika Ivara Lindmanna. Firma vyráběla nový porézní materiál z cementu a takzvané umělé pemzy – pěnový beton neboli lindbeton. Umělá pemza vznikala zahřátím cihlářské hlíny na teplotu 1350 °C a jejím následným ochlazením. Směs této drcené umělé pemzy, písku a cementu pak tvořila porézní beton, který dobře vysychal. Z tohoto betonu se pak vyráběly tvárnice nebo se využíval při betonáži. Lindmann také zkoumal, zda je možné jej vyztužit železem. Vhodný druh cihlářské hlíny našli na pozemku s hliništěm v Litovicích u Prahy. Ing. Lindmann zde postavil pec a otevřel jámu pro těžbu cihlářské hlíny. Lindbeton se zde začal vyrábět v polovině roku 1928, kvůli válečnému stavu ve 40. letech 20. století byla pec uzavřena a výroba ukončena.

### Háj vzpomínek
V době vzniku vilové osady založil okruh přátel Barrandova vedený paní Zdeňkou Pospíšilovou, manželkou guvernéra Národní banky, parkově upravené místo severně od Barrandovských teras nazvané „Háj vzpomínek“. Místo bylo osazováno břízami, jasany, jeřáby a jinými stromy, které nesly jméno osoby blízké dárci stromu. První část háje se nacházela u parkové cesty vedoucí k Terasám a byla věnována památce chirurga profesora Rudolfa Jedličky, poslední část háje památce JUDr. Vladimíra Škardy a prostřední část s růžovým paloučkem jako vzpomínka na spoluzakladatelku parku paní Zdeňku Pospíšilovou. Nejsevernější část skalnatého ostrohu porostlého zelení, která je součástí národní přírodní památky Barrandovské skály, je stále na mapách označována jako Háj profesora Jedličky (parcely 613, 614 a 1752 v katastrálním území Hlubočepy). Jsou tu patrné zbytky někdejší parkové úpravy; v roce 1988 zde vznikl Pomník obětem druhé světové války jako náhrada za četné drobné pomníčky a památníčky, které původně byly v okolí zasaženém rozsáhlými stavebními pracemi umístěny.

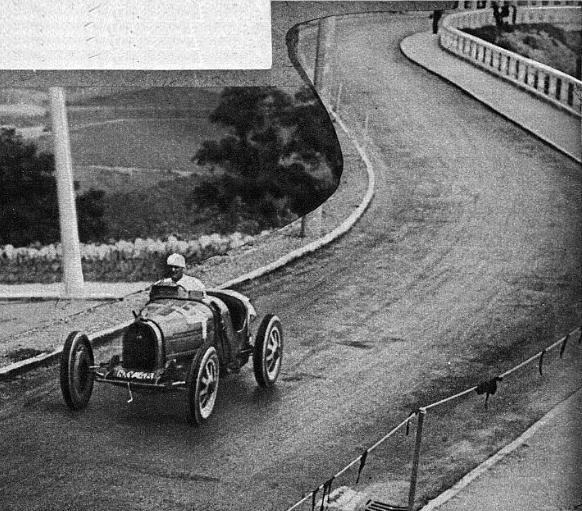
Miloš Bondy, Bugatti T35B, závod do vrchu Barrandov (1931)

### Dopravní obslužnost
Byla postavena nová silnice z Hlubočep a k Barrandovským ateliérům. Ta se stala v roce 1931 místem závodu automobilů do vrchu Barrandov (2,1 km), kterou uspořádal Motor Klub Vysokoškolského sportu. Závod se konal počátkem prázdnin 12. července. Miloš Bondy na Bugatti 35B zvítězil v kategorii závodních vozů do 2000 ccm a současně se stal vítězem kategorie automobilů v čase 1:48,93 min.

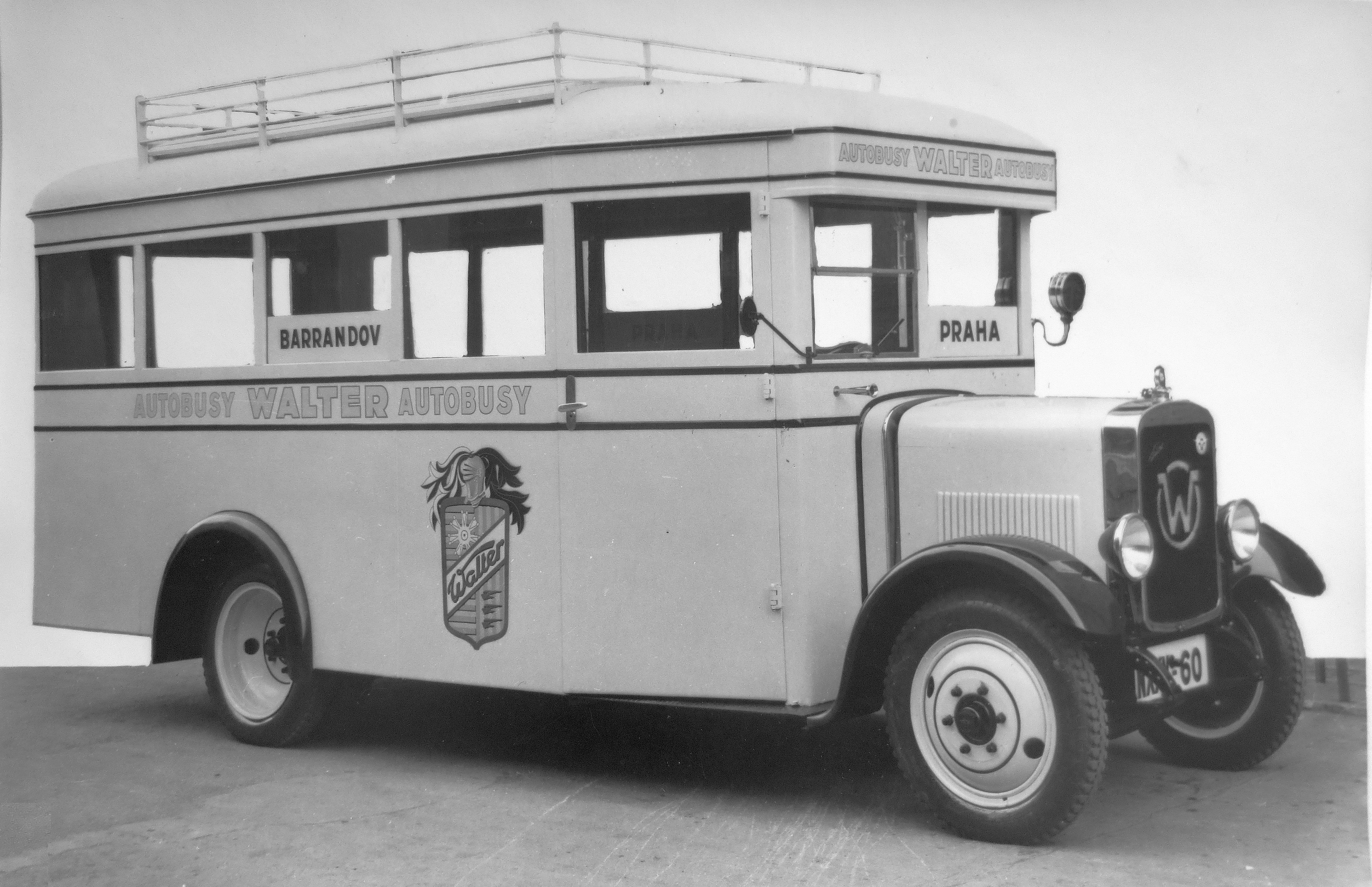
Walter PN (1932), autobus pro soukromou linku na Barrandov

Václav Havel zahájil jednání s Elektrickými podniky hlavního města Prahy, které provozovaly i autobusovou dopravu, o zřízení autobusové linky z města kolem Barrandovských teras k Barrandovským ateliérům. Mnoho pochopení u Elektrických podniků nenašel, proto se rozhodl provozovat soukromou autobusovou linku. V období od 1. dubna 1932 do konce března 1933 byla v provozu autobusová linka, jejíž náklady hradili dle smlouvy bratři Václav a Miloš Havlovi na straně jedné a Akciová společnost Walter, továrna na automobily a letecké motory na straně druhé. Továrna Walter poskytla speciálně upravené autobusy Walter PN. Nová linka získala značnou oblibu, a proto byla Elektrickými podniky k 31. lednu 1933 zavedena městská autobusová linka S v trase Václavské náměstí – Barrandov. Tato linka byla v provozu až do všeobecné mobilizace a k datu 24. září 1938 byla zrušena. Když skončilo omezení dopravy způsobené mobilizací, linka S na Barrandov byla od 26. ledna 1939 obnovena, ale zůstala zkrácena o vnitroměstský úsek do trasy Hlubočepy – Barrandov. Na přelomu let 1951 a 1952 byla tato linka přečíslována na č. 105, pod kterým jezdí na okružní trase Smíchovské nádraží – Filmové ateliéry do současnosti.

## Architekti
V letech 1928-1941 navrhovali vily na Barrandově architekti:
Hermann Abeles, Rudolf Bettelheim, Karel Caivas, Jan Čermák, Jaroslav Fragner, Jindřich Friedl, Jaroslav Fröhlich, Antonín Gabriel, Vladimír Grégr, Václav Girsa, Václav Hlaváček, Antonín Hloušek, Alois Houba, Jan Houštecký, Václav Ittner, Josef Kačírek, Jindřich Kaplan, Karl Kohn, Otto Kohn, Vojtěch Krch, Zdeněk Lakomý, František Albert Libra, Vilém Lorenc, Leo Mayer, Václav Müller, František Niklas, Vilém Rittershain, K. Rudl, Bruno Rücker, Kurt Spielmann, Václav Stach, Rudolf Stockar, Ladislav Syrový, Otakar Štěpánek, Jiří Štursa, Vlasta Štursová, Max Urban, Václav Urban, Rudolf Weiser, Vladimír Weiss.

## Jednotlivé domy
| Vila                        | Fotografie                                          | Lokace č.p., ulice, mapa                                           | Stavebník                                              | Povolání                                                            | Architekt                          | Rok výstavby                 | Rejstříkové číslo v ÚSKP |
| --------------------------- | --------------------------------------------------- | ------------------------------------------------------------------ | ------------------------------------------------------ | ------------------------------------------------------------------- | ---------------------------------- | ---------------------------- | ------------------------ |
| Vila Šulc                   | Kategorie „Barrandovská 11“ na Wikimedia Commons    | 161 Barrandovská 11 50°2′8,35″ s. š., 14°24′3,98″ v. d.            | Karel Šulc Hana Šulcová                                | obchodník, dovozce motocyklů B.S.A.                                 | Otakar Štěpánek                    | 1929-1930                    | 100457                   |
| Vila Filip                  | Kategorie „Barrandovská 13“ na Wikimedia Commons    | 160 Barrandovská 13 50°2′7,67″ s. š., 14°24′3,45″ v. d.            | Josef Filip Ludmila Filipová                           | ředitel devizového oddělení v Národní bance                         | Alois Houba                        | 1928-1930                    |                          |
| Vila Niklas                 | Kategorie „Barrandovská 14“ na Wikimedia Commons    | 158 Barrandovská 14 50°2′8,75″ s. š., 14°24′2,93″ v. d.            | František Niklas Jaroslav Niklas Jiří Niklas           | architekt                                                           | Antonín Hloušek František Niklas   | 1928-1930                    |                          |
| Vila Dlouhý                 | Kategorie „Barrandovská 15“ na Wikimedia Commons    | 155 Barrandovská 15 50°2′6,68″ s. š., 14°24′2,51″ v. d.            | Dominik Dlouhý Antonie Dlouhá                          | obchodník                                                           | Vojtěch Krch                       | 1929-1930                    |                          |
| Vila Stanovský              | Kategorie „Barrandovská 16“ na Wikimedia Commons    | 177 Barrandovská 16 Skalní 22 50°2′7,51″ s. š., 14°24′1,35″ v. d.  | Vilém Stanovský Ludmila Stanovská                      | generál letectva                                                    | Vladimír Grégr                     | 1930-1932                    |                          |
| Vila Havel                  | Kategorie „Barrandovská 17“ na Wikimedia Commons    | 444 Barrandovská 17 50°2′4,99″ s. š., 14°24′1,42″ v. d.            | Miloš Havel                                            | filmový producent, majitel produkční firmy Lucernafilm              | Vladimír Grégr Vilém Rittershain   | 1939-1941                    |                          |
| Vila Marek                  | Kategorie „Barrandovská 18“ na Wikimedia Commons    | 446 Barrandovská 18 Skalní 20 50°2′6,95″ s. š., 14°23′59,65″ v. d. | Bernard Marek Marie Marková                            |                                                                     | Antonín Gabriel Jaroslav Gabriel   | 1940-1941                    |                          |
| Vila Struppl                | Kategorie „Barrandovská 20“ na Wikimedia Commons    | 190 Barrandovská 20 Skalní 18 50°2′5,94″ s. š., 14°23′59,22″ v. d. | Karel Struppl                                          | ředitelský rada Zemské banky                                        | Vladimír Grégr                     | 1932                         |                          |
| Vila Wolf                   | Kategorie „Barrandovská 21“ na Wikimedia Commons    | 447 Barrandovská 21 50°1′57,01″ s. š., 14°23′52,05″ v. d.          | manželé Wolfovi                                        |                                                                     | Vladimír Grégr                     | 1940                         |                          |
| Vila Kovařík                | Kategorie „Barrandovská 22“ na Wikimedia Commons    | 268 Barrandovská 22 Skalní 16 50°2′4,96″ s. š., 14°23′58,62″ v. d. | František Kovařík                                      | hudební nakladatel                                                  | Ladislav Syrový (Jaroslav Fragner) | 1937                         | 10105/1-2178             |
| Vila Rücker                 | Kategorie „Barrandovská 24“ na Wikimedia Commons    | 186 Barrandovská 24 Skalní 14 50°2′4,06″ s. š., 14°23′57,79″ v. d. | Bruno Rücker Kristina Rücker                           | architekt                                                           | Bruno Rücker                       | 1931-1932 1940-1941          |                          |
| Vila Růžička                | Kategorie „Barrandovská 25“ na Wikimedia Commons    | 307 Barrandovská 25 50°1′55,24″ s. š., 14°23′49,02″ v. d.          | Pavel Růžička Svatava Růžičková                        | diplomat                                                            | Vladimír Grégr                     | 1936 2014-2017               | 10104/1-2179             |
| Vila Kolowrat (dřevostavba) |                                                     | 397 Barrandovská 27 50°1′54,11″ s. š., 14°23′47,32″ v. d.          | Jindřich Kolowrat-Krakowský                            | podnikatel, majitel Západočeských dřevařských závodů                | Jan Houštecký                      | 1937-1938 zbořeno (04/2009)  |                          |
| Vila Grossmann              | Kategorie „Barrandovská 29“ na Wikimedia Commons    | 385 Barrandovská 29 50°1′53,46″ s. š., 14°23′45,88″ v. d.          | Arnošt Grossmann                                       | ředitel továrny na výrobu kyslíku a kyseliny uhličité               | František Albert Libra             | 1937                         |                          |
| Vila Riegel                 | Kategorie „Barrandovská 31“ na Wikimedia Commons    | 403 Barrandovská 31 50°1′53,04″ s. š., 14°23′44,35″ v. d.          | Otakar Riegel                                          | klenotník, prodej starožitností                                     | Jindřich Friedl                    | 1937-1938                    |                          |
| výstavní vila č. 1          | Kategorie „Barrandovská 46“ na Wikimedia Commons    | 180 Barrandovská 46 50°1′54,1″ s. š., 14°23′44,15″ v. d.           |                                                        |                                                                     | Vladimír Grégr                     | 1931-1932                    | 10103/1-2177             |
| Vila Jelínek                | Kategorie „Barrandovská 54“ na Wikimedia Commons    | 437 Barrandovská 54 50°1′56,94″ s. š., 14°23′47,88″ v. d.          | ing. Josef Jelínek                                     | majitel stavební firmy                                              |                                    | 1941                         |                          |
| Vila Steiner                |                                                     | 346 Barrandovská 58 50°1′58,33″ s. š., 14°23′49,89″ v. d.          | Emanuel Steiner František Steiner Jan Steiner (k 1937) | obchodník                                                           |                                    | přestavbou změněna           |                          |
| Vila Auerbach               | Kategorie „Barrandovská 60“ na Wikimedia Commons    | 335 Barrandovská 60 Skalní 2 50°1′59,25″ s. š., 14°23′50,99″ v. d. | Josef Auerbach                                         | hlavní akcionář a spoluvlastník Korunafilmu a Slaviafilmu           | Herman Abeles Leo Mayer            | 1933-1934                    | 10107/1-2181             |
| Vila Veger                  | Kategorie „Filmařská 1“ na Wikimedia Commons        | 383 Filmařská 1 50°1′52,97″ s. š., 14°23′41,72″ v. d.              | MUDr. Jiří Veger                                       | stomatolog                                                          |                                    |                              |                          |
| Vila Havlík                 | Kategorie „Filmařská 2“ na Wikimedia Commons        | 433 Filmařská 2 50°1′53,89″ s. š., 14°23′41,54″ v. d.              | Havlík                                                 | ředitel pražské části automobilky Škoda                             | Josef Kačírek                      | 1939-1940                    |                          |
| Vila Fröhlich               | Kategorie „Filmařská 3“ na Wikimedia Commons        | 336 Filmařská 3 50°1′52,55″ s. š., 14°23′40,26″ v. d.              | Vladimír Fröhlich Marie Fröhlichová                    | malíř                                                               | Jaroslav Fröhlich                  | 1934-1935                    |                          |
| Vila Pelc                   | Kategorie „Filmařská 4“ na Wikimedia Commons        | 337 Filmařská 4 50°1′53,54″ s. š., 14°23′39,87″ v. d.              | Prof. MUDr. Hynek Pelc Ludmila Pelcová                 | profesor na Karlově univerzitě, ředitel Státního zdravotního ústavu | Vladimír Grégr                     | 1934-1935                    |                          |
| Vila Kalina                 | Kategorie „Filmařská 9“ na Wikimedia Commons        | 404 Filmařská 9 50°1′49,94″ s. š., 14°23′39,66″ v. d.              | Ing. Evžen Kalina                                      | ředitel vývozu koncernu Škoda                                       | Vilém Lorenc Jan Čermák            | 1938-1939                    |                          |
| Vila Kröhn                  | Kategorie „Filmařská 10“ na Wikimedia Commons       | 384 Filmařská 10 50°1′50,77″ s. š., 14°23′37,58″ v. d.             | Kröhn                                                  |                                                                     | Václav Girsa                       | 1936-1937                    |                          |
| Vila Filmařská 12           | Kategorie „Filmařská 12“ na Wikimedia Commons       | 391 Filmařská 12 50°1′49,93″ s. š., 14°23′38,04″ v. d.             |                                                        |                                                                     |                                    |                              |                          |
| Vila Marková-Kottová        | Kategorie „Filmařská 18“ na Wikimedia Commons       | 417 Filmařská 18 50°1′48,74″ s. š., 14°23′37,16″ v. d.             | Marková-Kottová                                        |                                                                     | Václav Stach                       | 1939-1940                    |                          |
| Dům Bidlas                  |                                                     | 405 Lumiérů 4 50°1′52″ s. š., 14°23′33,46″ v. d.                   | Vladimír Bidlas                                        | architekt                                                           |                                    | 1938                         |                          |
| Vila Zima                   | Kategorie „Lumiérů 25“ na Wikimedia Commons         | 189 Lumiérů 25 50°1′56,62″ s. š., 14°23′39,96″ v. d.               | Antonín Zima Blanka Zimová                             | Ing., hlavní auditor u československé pobočky společnosti Schell    | K. Rudl Zdeněk Lakomý              | 1930-1931 1939-1940          |                          |
| Vila Černý                  | Kategorie „Lumiérů 26“ na Wikimedia Commons         | 354 Lumiérů 26 50°1′55,77″ s. š., 14°23′40,78″ v. d.               | Bohuslav Černý Vlastimila Černá                        | stavební rada                                                       |                                    | 1936                         |                          |
| Vila Proschek               | Kategorie „Lumiérů 28“ na Wikimedia Commons         | 440 Lumiérů 28 50°1′56,36″ s. š., 14°23′41,89″ v. d.               | Ing. Eugen Proschek Pavla Proschek                     |                                                                     | Rudolf Weiser                      | 1939-1940                    |                          |
| Vila Lumiérů 31             | Kategorie „Lumiérů 31“ na Wikimedia Commons         | 442 Lumiérů 31 50°1′57,74″ s. š., 14°23′42,16″ v. d.               |                                                        |                                                                     |                                    |                              |                          |
| výstavní vila č. 2          | Kategorie „Lumiérů 41“ na Wikimedia Commons         | 181 Lumiérů 41 50°2′0,97″ s. š., 14°23′48,7″ v. d.                 |                                                        |                                                                     | Max Urban                          | 1931-1932                    |                          |
| Vila Vepřovský              |                                                     | 436 Pod Ateliéry 3 50°1′51,07″ s. š., 14°23′41,67″ v. d.           | MUDr. Vladislav Vepřovský                              | gynekolog                                                           | Václav Urban                       | 1940 zbořeno (01/2009)       |                          |
| Vila Havlovic               |                                                     | 445 Pod Habrovou 3 50°2′2,64″ s. š., 14°23′40,87″ v. d.            | Havlovic                                               |                                                                     | Jiří Štursa Vlasta Štursová        | 1939-1940 zbořeno (1992)     |                          |
| Vila Martínek               | Kategorie „Pod Habrovou 5“ na Wikimedia Commons     | 175 Pod Habrovou 5 50°2′3,39″ s. š., 14°23′42,54″ v. d.            | Čeněk Karlík Josef Martínek (od 1932)                  | obchodník                                                           | Kurt Spielmann                     | 1930-1931                    |                          |
| Vila Kaplan                 | Kategorie „Pod Habrovou 7“ na Wikimedia Commons     | 338 Pod Habrovou 7 50°2′3,92″ s. š., 14°23′43,52″ v. d.            | Jindřich Kaplan Jaroslava Kaplanová                    | architekt                                                           | Jindřich Kaplan                    | 1928 2011-2012               |                          |
| Vila Pod Habrovou 9         | Kategorie „Pod Habrovou 9“ na Wikimedia Commons     | 372 Pod Habrovou 9 50°2′4,31″ s. š., 14°23′44,59″ v. d.            |                                                        |                                                                     |                                    |                              |                          |
| Vila Čížek                  | Kategorie „Pod Habrovou 10“ na Wikimedia Commons    | 182 Pod Habrovou 10 50°2′3,07″ s. š., 14°23′43,96″ v. d.           | Jaroslav Čížek                                         | ředitel banky Slavie                                                |                                    | 1931                         |                          |
| Vila Pod Habrovou 11        | Kategorie „Pod Habrovou 11“ na Wikimedia Commons    | 371 Pod Habrovou 11 50°2′4,85″ s. š., 14°23′45,74″ v. d.           |                                                        |                                                                     | Otto Kohn Karel Kohn               | 1936-1937                    |                          |
| Vila Rössler                | Kategorie „Pod Habrovou 12“ na Wikimedia Commons    | 159 Pod Habrovou 12 50°2′3,51″ s. š., 14°23′44,85″ v. d.           | Josef Rössler                                          |                                                                     | Alois Houba                        | 1929-1930                    |                          |
| Vila Nušl                   | Kategorie „Pod Habrovou 14“ na Wikimedia Commons    | 153 Pod Habrovou 14 50°2′3,94″ s. š., 14°23′45,96″ v. d.           | František Nušl Jiřina Nušlová                          | technický ředitel, Walters Motors a.s.                              | Alois Houba                        | 1929                         |                          |
| Vila Bäck                   | Kategorie „Pod Habrovou 15“ na Wikimedia Commons    | 184 Pod Habrovou 15 50°2′5,79″ s. š., 14°23′47,77″ v. d.           | manželé Bäckovi                                        |                                                                     | Rudolf Bettelheim                  | 1932-1933                    |                          |
| Vila Stránský               | Kategorie „Pod Habrovou 16“ na Wikimedia Commons    | 350 Pod Habrovou 16 50°2′4,52″ s. š., 14°23′47,09″ v. d.           | PhDr. Antonín Stránský Helena Stránská                 | profesor, historik umění, práce z oboru                             | Karel Caivas Vladimír Weiss        | 1934-1935                    |                          |
| Vila Reichl                 |                                                     | 389 Pod Habrovou 18 50°2′5,15″ s. š., 14°23′48,32″ v. d.           | Lavoslav Reichl                                        | ředitel filmových ateliérů na Barrandově                            | Otto Glas                          | 1937-1938 přestavbou změněna |                          |
| Vila Vorel                  | Kategorie „Skalní 8 (Prague)“ na Wikimedia Commons  | 176 Skalní 8 Barrandovská 30 50°2′1,15″ s. š., 14°23′55,07″ v. d.  | Rudolf Vorel Sláva Vorlová                             | výrobce dámských klobouků                                           |                                    | 1930                         |                          |
| Vila Čelakovský             | Kategorie „Skalní 10 (Prague)“ na Wikimedia Commons | 327 Skalní 10 Barrandovská 28 50°2′2,07″ s. š., 14°23′56,37″ v. d. | JUDr. Vladimír Čelakovský Ludmila Čelakovská           | právník                                                             | Vladimír Grégr                     | 1932-1933                    | 10106/1-2180             |
| Vila Vodnik                 | Kategorie „Skalní 17 (Prague)“ na Wikimedia Commons | 172 Skalní 17 50°2′7,89″ s. š., 14°23′59,39″ v. d.                 | František Vodnik Luisa Vodniková                       | velkoobchodník s květinami                                          | Rudolf Stockar Václav Ittner       | 1931 1940                    | 10102/1-2176             |
| Vila Prokop                 | Kategorie „Skalní 19 (Prague)“ na Wikimedia Commons | 173 Skalní 19 50°2′8,68″ s. š., 14°23′59,96″ v. d.                 | Václav Prokop                                          | sochař                                                              |                                    |                              |                          |
| Vila Vojáček                | Kategorie „Skalní 21 (Prague)“ na Wikimedia Commons | 162 Skalní 21 50°2′10,23″ s. š., 14°24′1,17″ v. d.                 | Josefina Vojáčková JUDr. Jindřich Vojáček              | vrchní rada Československých drah, hudební skladatel                | Antonín Hloušek                    | 1930-1931 zbořeno (10/2016)  |                          |

Tabulka některých nově postavených domů po roce 1948
| Vila                   | Fotografie                                  | Lokace                                                     | Stavebník                     | Povolání                       | Architekt                                     | Rok výstavby   | Rejstříkové číslo v ÚSKP |
| ---------------------- | ------------------------------------------- | ---------------------------------------------------------- | ----------------------------- | ------------------------------ | --------------------------------------------- | -------------- | ------------------------ |
| Nová vila Kolowrat     |                                             | 1222 Barrandovská 27 50°1′54,11″ s. š., 14°23′47,32″ v. d. | Kolowrat-Krakowský            |                                | Ing.arch.Hakl Ing.arch.MgA.Žďánský studio 4DS | 2009-2013      |                          |
| Dvojvila Smejtek-Stahl |                                             | 507 Filmařská 6 50°1′52,97″ s. š., 14°23′39,03″ v. d.      | pplk. Ing. CSc. Lubor Smejtek | učitel vojenský atašé v Egyptě | Jindřich Goetz                                | 1975           |                          |
| Dvojvila Smejtek-Stahl |                                             | 491 Filmařská 8 50°1′52,78″ s. š., 14°23′38,63″ v. d.      | Rudolf Stahl ml.              | kameraman                      | Jindřich Goetz                                | 1975           |                          |
| Jirotkova vila         | Kategorie „Lumiérů 40“ na Wikimedia Commons | 532 Lumiérů 40 50°1′59,86″ s. š., 14°23′48,73″ v. d.       | Zdeněk Jirotka                | spisovatel                     | Jindřich Goetz Karel Doubner, Rudolf Netík    | 1973 1990-1993 |                          |
| Dietlova vila          |                                             | 490 Pod Habrovou 8 50°2′1,97″ s. š., 14°23′41,24″ v. d.    | Jaroslav Dietl                | scenárista                     |                                               |                |                          |

## Pamětní deska

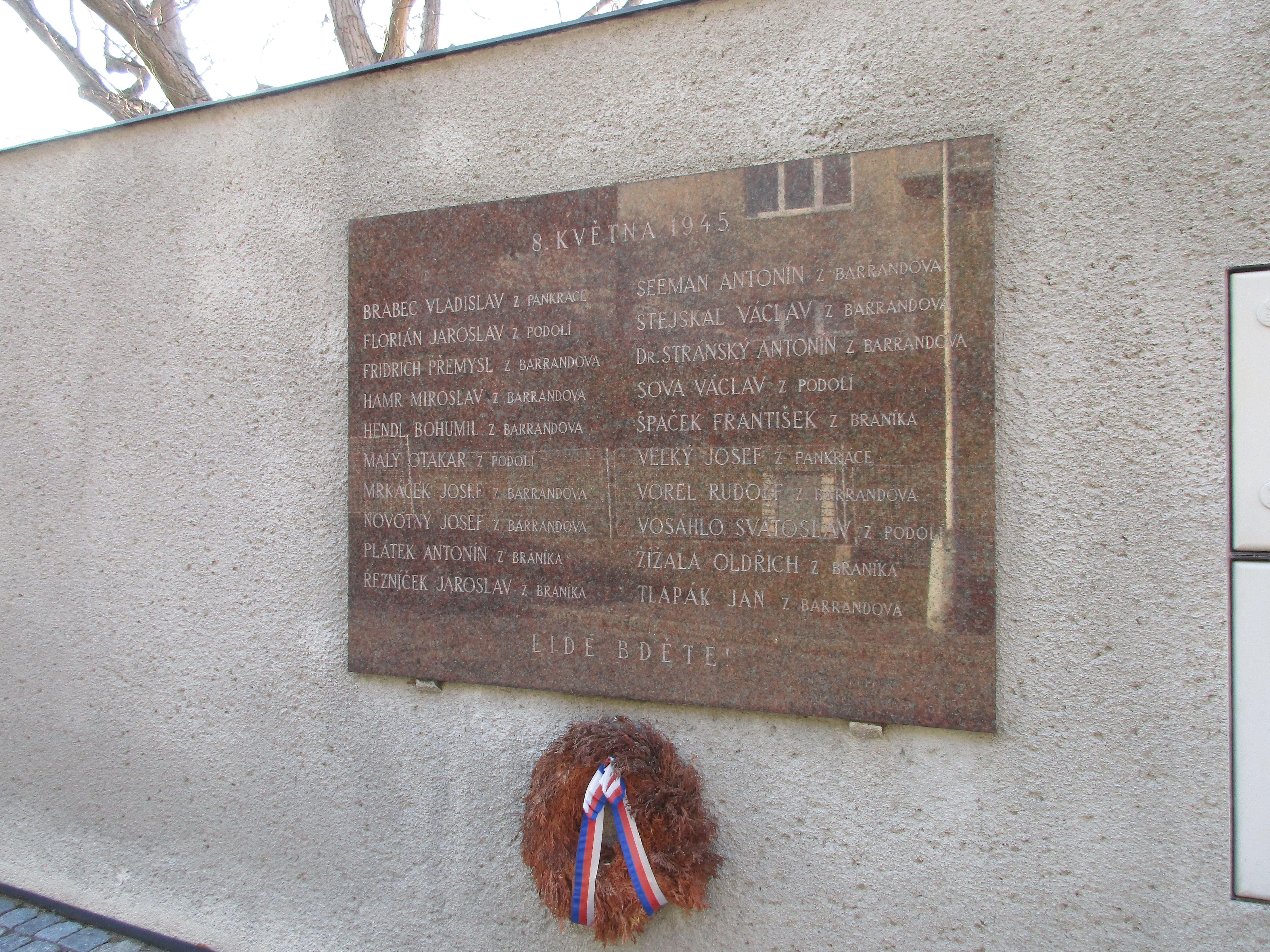
Pamětní deska se jmény

Na zdi garáže v ulici Pod Habrovou 371/11 je umístěna pamětní deska se jmény obětí události, která se zde stala poslední den 2. světové války. 8. května 1945 v 8 hodin ráno bylo v ulici Pod Habrovou u č.p. 350 povražděno hlídkou Waffen-SS 14 mužů, tentýž den v 10 hodin dopoledne zde byli popraveni další 4 muži. Mezi mrtvými byl i Dr. Stránský z č.p. 350/16.
Komorník Miloše Havla Jan Tlapák byl pravděpodobně zastřelen v Barrandovské ulici u garáží č.p. 171 (zbořeno), Bohumil Hendl padl u obratiště tramvají Hlubočepy.
Mrtví byli převezeni do zlíchovského kostela sv. Filipa a Jakuba. Většina obětí z obyvatel Barrandova byla pohřbena na hlubočepském hřbitově.
Na pamětní desce je u některých jmen chybně uvedeno místo pobytu – Přemysl Fridrich pocházel z Radlic, Josef Mrkáček z Podolí a Václav Stejskal z Braníka.
Oběti 2. světové války z Barrandova (1939–1945)
Hamr Miroslav (* 1925, Filmařská 417/18, laborant),
Hendl Bohumil (* 1907),
Novotný Vojtěch (* 1909, Na Habrové 390 (Lumiérů 3), šofér),
Novotný Josef (* 1930, syn Vojtěcha Novotného),
Pelc Hynek (* 1895, Filmařská 4, profesor, lékař),
Seeman Antonín (* 1881, Barrandovská 176, bankovní rada),
Stránský Antonín (* 1896, Pod Habrovou 350/16, profesor, historik),
Tlapák Jan (* 1908, Barrandovská 444/17, komorník Miloše Havla),
Vojáček Jindřich (* 1888, Skalní 162/21, právník, hudební skladatel),
Vorel Rudolf (* 1891, Skalní 176/8, továrník).